# 曾应尼
曾应尼（？—？），清朝人，是一名清朝政治人物。监生出身。
曾应尼曾于1792年接替郑濂任华亭县知县一职，1792年由陈梦兰接任。